# 曙立王
曙立王（あけたつのおおきみ）は、『古事記』に登場する皇族。大俣王の子で、菟上王（うなかみのおおきみ）と兄弟。開化天皇の皇子である彦坐王の孫にあたり、伊勢の品遅部、伊勢の佐那造の始祖とされる。三重県多気郡多気町の式内社・佐那神社は天手力男神と曙立王を祀る。
『古事記』によると、唖の本牟智和気王（誉津別命）が呪いを解くべく出雲国に赴く際に、そのお供をするべき人物として誰が良いのかという占いをすると、曙立王が当選した。そこで、曙立王が「うけい」をすると、地に落ちて一度死んだ鷺巣池のサギが蘇り、また一度枯れた甘橿丘の樫の樹木が蘇った。そこで垂仁天皇は彼に倭者師木登美豊朝倉曙立王（やまとはしきとみとよあさくらの あけたつのおおきみ、「大和の磯城・鳥見・朝倉の曙立王」という意味）という名を与え、さらに菟上王をもお供にして、出雲を訪問させたという。
一説に曙立王が唖の皇子の伝承と関係を持っているのは、伊勢の佐那造がこれを語り伝えたためであるとされる。伊勢の佐那近辺は古より水銀の産地として知られるが、尾畑喜一郎は佐那造が古代の水銀採掘に携わった人々であるとし、気化した水銀を長時間呼吸することによって喉の病を患い、その職業病が誉津別命と曙立王の伝承を結びつけたとしている。谷川健一も、『日本書紀』巻第六に現れる「天湯河板挙」と鍛冶氏族との関連性を述べ、「本牟智和気」という皇子の名前は金属精錬の実態を表現していると述べている。